# Sông Phan (Bình Thuận)
Sông Phan là một con sông nhỏ tại tỉnh Bình Thuận .
Sông bắt nguồn từ hợp nhiều suối ở xã Đức Thuận, huyện Tánh Linh 10°57′33″B 107°47′8″Đ / 10,95917°B 107,78556°Đ.
Sông chảy hướng nam qua xã Sông Phan tới địa phận thị trấn Tân Nghĩa, huyện Hàm Tân đổi sang hướng đông nam và đổ ra Biển Đông tại xã Tân Hải, La Gi.
Sông có chiều dài khoảng 55 km, đi qua và làm ranh giới giữa các huyện Hàm Tân và Hàm Thuận Nam, thị xã La Gi và huyện Hàm Thuận Nam.